# Crocicreas culmicola
Crocicreas culmicola är en svampart som först beskrevs av Jean Baptiste Desmazières, och fick sitt nu gällande namn av S.E. Carp. 1980. Crocicreas culmicola ingår i släktet Crocicreas och familjen Helotiaceae.  Arten är reproducerande i Sverige. Inga underarter finns listade i Catalogue of Life.